# Тучков, Владимир Яковлевич
Влади́мир Я́ковлевич Тучко́в (26 апреля 1949, Мытищи, Московская область, СССР — 19 сентября 2021, Москва, Россия) — русский поэт, прозаик, перформансист.

## Биография
В 1972 году окончил факультет Электроники и системотехники Московского лесотехнического института (ныне — Московский государственный университет леса). 18 лет работал программистом и схемотехником в Мытищинском научно-исследовательском институте радиоизмерительных приборов, разрабатывая специализированные компьютеры.
С 1990 по 2002 год работал журналистом в ряде СМИ, среди которых газеты «Советский цирк», «Демократическая Россия», «Вечерний клуб», «Вечерняя Москва», «Московский комсомолец» и сетевое издание «Вести.ру». С 2002 года независимый автор. Женат, имеет двоих детей и троих внуков.
Литературные публикации появились в конце 1980-х годов. В 1991 году вступил в Союз российских писателей.
В конце 1980-х — начале 1990-х годов был членом московского клуба «Поэзия», вплоть до прекращения деятельности этого клуба принимал участие в его поэтических акциях.
Стихи и проза публиковались в России, Болгарии, Венгрии, Германии, Дании, Израиле, Нидерландах, Словакии, США, Украине, Франции, Швеции как на русском языке, так и в переводах. Автор двух сборников стихов и двенадцати книг прозы. С 2015 года член Всемирного ПЕН-клуба. Участник (автор словарных статей) проекта «Словарь культуры XXI века».
Похоронен  в Подмосковье, Пушкинский район,  на Звягинском кладбище .

## Творчество

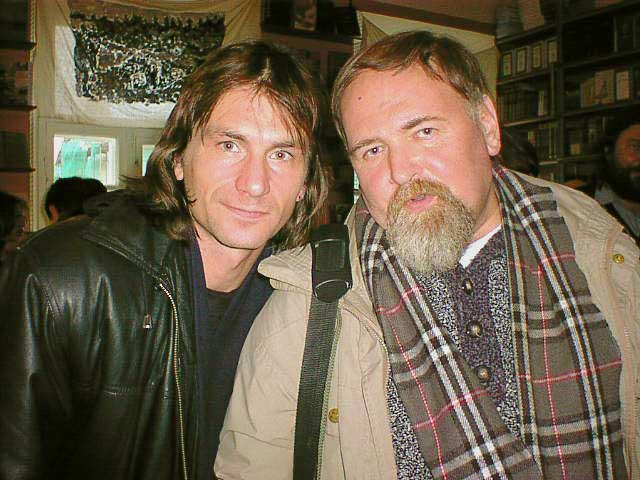
Владимир Тучков (справа) и поэт Игорь Жуков на Биеннале поэтов в Москве, 19.10.2001.

### Книги
- Заблудившиеся в зеркалах. Стихи. — М. : Музей Сидура, 1995. Вып.15. Стихи.
- Майор Азии. Стихи. — М. : Издательство Р.Элинина, 2009.
- Записки из клинической палаты. — М. : МышЪ, 1992
- Русская книга людей. — М. : НЛО, 1999
- Смерть приходит по Интернету. — М. : НЛО, 2001
- Танцор. — М. : Захаров, 2001. Роман
- Танцор-2. — М. : Захаров, 2001. Роман
- Танцор-3. И на погосте бывают гости. — М. : Захаров, 2001. Роман
- Танцор-4. Скованные одной целью. — М. : Захаров, 2002. Роман  — 10 000 экз.
- Поющие в интернете. Сказки для взрослых. — М. : Захаров, 2002
- И заработал много долларов… Новые русские сказки. — М. : НЛО, 2005
- Блеск и нищета европейских монархов. — М. : Зебра Е, 2006
- Последняя почка — СПб.: Лимбус-пресс, 2005
- Русский эндшпиль — М. : НЛО, 2010
- Wladimir Tutschkow. Der Retter der Taiga — Munchen: Deutscher Taschenbuch Verlag, 2003
- Vlagyimir Tucskov. Az orosz szex vedelmezoje — Budapest: GABO, 2005.
- Остров свободы и счастья
- Словарь культуры XXI века. Первое приближение. (Дайджест первого тома Словаря). Хапур: Kie Publication, 2020. — 196 с. ISBN 978-93-81623-87-9. Автор словарных статей.
- Словарь культуры XXI века : Глобальная серия. Т. 1. Москва : Институт перевода : Центр книги Рудомино, 2022. — 464 с. ISBN 978-5-00087-203-1. Автор словарных статей.

### Избранные публикации
В антологиях: «Самидат века» — Минск-Москва: Полифакт, 1997; «Молодая поэзия 89» — М. : Советский писатель, 1989; «Антология русского верлибра» — М. : Прометей, 1991; «Crossing Centuries. The New Generation in Russian Poetry» — New Jersty: Talisman House Publishers, 1997; «Русская проза конца XX века. Хрестоматия» — М. : Академия, Филфак СПбГУ, 2002; «50 writers: an anthology of 20th century Russian short stories» — Boston : Academic Studies Press, 2011.
В журналах: «Akzente» (Мюнхен), «Kreschatik», «Magazine Жванецкого», «Svetovej literatuty» (Братислава), «Арион», «Вестник Европы», «Волга», «Дружба народов», «Знамя», «Золотой век», «Комментарии», «Новая юность», «Новое литературное обозрение», «Новый мир», «Остров» (Берлин), «Пушкин», «Радуга» (Киев), «Соло», «Стрелец» (Париж-Нью-Йорк-Москва), «Черновик» (Нью-Йорк), «Шо» (Киев).

### Перформанс

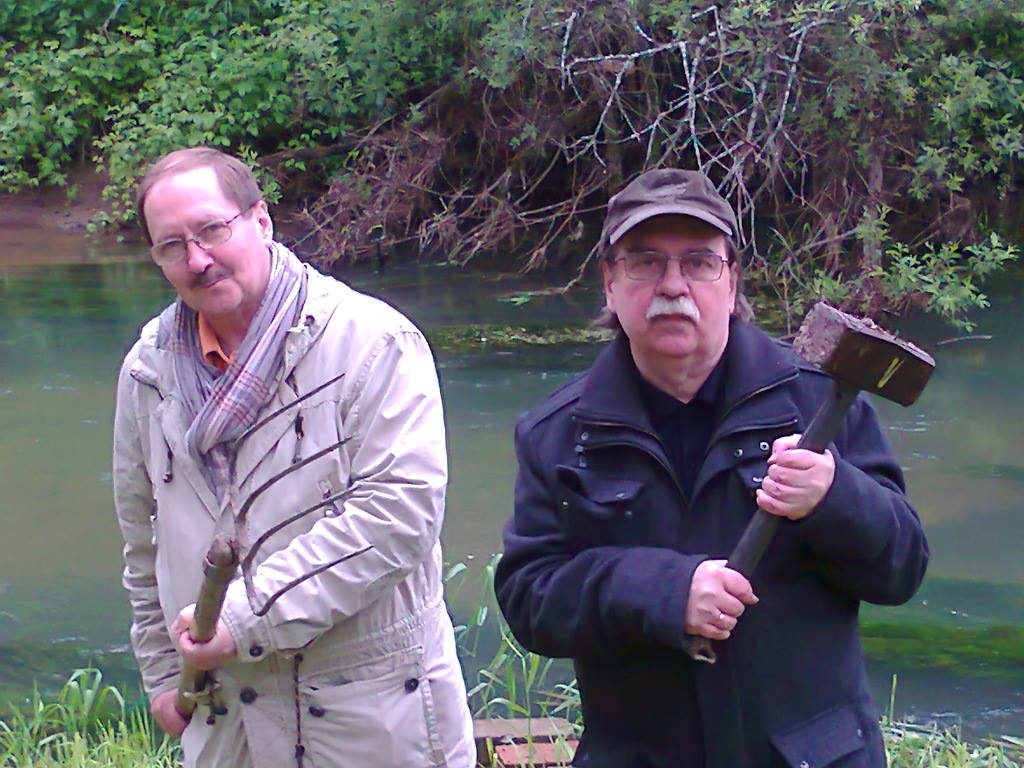
Поэты Александр Макаров-Кротков и Виктор Коваль (слева) на акции Стояние на Воре. Подмосковье, июнь 2016. Фото Владимира Тучкова.

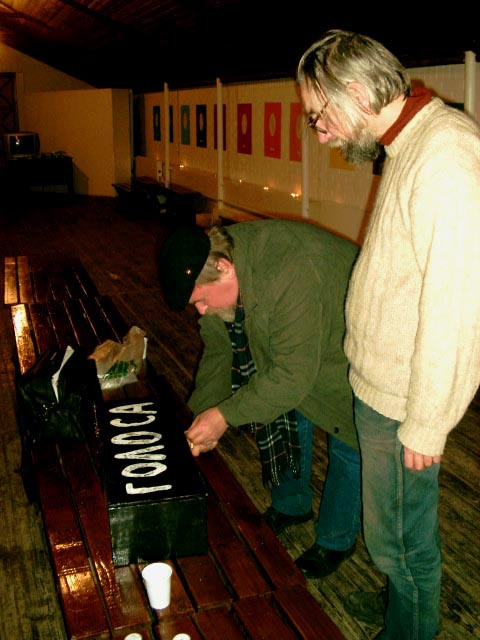
Поэт и писатель Владимир Тучков (слева) готовит презентацию своего арт-проекта «Упокоение». Справа поэт и писатель Николай Байтов. Москва, Зверевский центр современного искусства, 22 декабря 2003

Автор ряда акций, перформансов и экспозиций, которые в разные годы проходили в московских галереях «Велта» и «На Каширке», в клубах «Билингва» и «Жесть», в Зверевском центре современного искусства, на тольяттинском литературно-театральном фестивале, на Парижском книжном салоне. Одним из наиболее сложных по концепции и резонансных перформансов Тучкова стал арт-проект «Упокоение» .
Некоторые перформативные акции Тучкова приобретали оттенок научного исследования, как например доклад «Особенности восприятия текста неслышащими людьми» на Празднике рифмы в 1997 году, или «Поэзия Льва Толстого» в 1998-м, где автор скрупулёзно изучал наличие скрытых рифм внутри прозаических произведений Льва Николаевича.
Акционное и концептуальное мышление Тучкова позволяло превращать в перформанс даже обычные дружеские посиделки; в таковом качестве было известно так называемое «Стояние на Воре», осуществляемое ежегодно в определённый сезон артистическим триумвиратом Владимир Тучков — Виктор Коваль — Александр Макаров-Кротков.

### Театр
В Учебном театре школы-студии МХАТ по произведению «Русский И Цзин» был поставлен спектакль «Книга перемен». Режиссёр — Марина Брусникина.

### Кинематограф
По роману «Танцор» был снят одноимённый сериал. Продюсер — Андрей Макаревич, режиссёр — Дмитрий Светозаров.

## Признание
- Лауреат первого Фестиваля верлибра, Фестиваля малой прозы им. И. С. Тургенева и литературного интернет-конкурса «Тенёта-Ринет».
- Лауреат премии журналов «Магазин Жванецкого», «Новый мир» и «Знамя».
- Лауреат премии московских литературных клубов «Бродячая собака».
- Дипломант поэтической премии «Московский счет» и Международного Тургеневского конкурса «Бежин луг».
- Шорт-листер (финалист) Премии Андрея Белого и дважды — премии «Антибукер».